# Siekaczowce
Siekaczowce, Glires (łac. glīrēs – popielice) – klad obejmujący gryzonie i zajęczaki (króliki, zające i szczekuszki).
Hipoteza, że stanowią one grupę monofiletyczną była długo rozważana na podstawie morfologii, a ostatnie badania zdecydowanie ją popierają (Meng and Wyss, 2001; Meng et al., 2003). Odkrycie skamieniałości bazalnych przedstawicieli Glires, zwłaszcza rodzajów Mimotona, Gomphos, Heomys, Matutinia, Rhombomylus i Sinomylus, pomogło wypełnić lukę między bardziej typowymi gryzoniami i zajęczakami (Meng et al., 2003; Asher et al., 2005). Badania jądrowego DNA wskazują, że Glires jest kladem siostrzanym Euarchonta i tworzy z nim Euarchontoglires (Murphy et al. and Madsen et al. 2001), ale pewne dane dotyczące jądrowego i mitochondrialnego DNA są mniej jednoznaczne (Arnason et al. 2002). Analizy obecności retrotranspozonów bez wątpienia wspierają hipotezę monofiletyczności Glires (Kriegs et al. 2007).
Ich wspólne cechy to stale rosnące skośnie ścięte siekacze i brak kłów oraz duża mnożność.
Rzędy:
- Rodentia
- Lagomorpha
- †Anagalida
- †Leptictida

Znane od wczesnego paleocenu.
Kladogram za Mikko's Phylogeny Archive
```
-+?- 
Leptictida

 `--+?- 
Archonta

    `?-o 
Anagalida

       |?= †
Zalambdalestidae

       |-- 
Macroscelidea

       `--+-- †
Anagaloidea

          `--o Glires
             |?- †
Anchilestes
 impolitus

             |?- †
Praolestes
 nanus

             |--o 
Duplicidentata

             |  `--o 
Lagomorphamorpha

             |     |-- †
Gomphos

             |     `--+?- †
Hypsimylus

             |        |?- †
Anatolimylus
 rozhdestvenskii

             |        |-- †
Mimotona

             |        `-- 
Lagomorpha

             `--o 
Simplicidentata

                |?- †
Zagmys

                |?- †
Nikolomys

                |?- †
Aktashmys

                |?- †
Asiaparamys

                |?- †
Kazygurtia

                |?- †
Eomylus
 zhigdenensis

                |?- †
Amar

                |?- †
Decipomys

                |?- †
Marfilomys

                |--+-- †
Heomys

                |  `--+-- †
Eurymylus laticeps

                |     `--+-- †
Matutinia nitidulus

                |        `-- †
Rhombomylus turpanensis

                `--o 
Rodentiaformes

                   |-- †
Alagomyidae

                   `-- 
Rodentia
```